# Jessica Rivero
Jessica Rivero (* 15. März 1995 in Camagüey) ist eine spanische Volleyballspielerin kubanischer Herkunft.

## Karriere
Rivero debütierte 2010 im Alter von fünfzehn Jahren in der spanischen Nationalmannschaft. 2013 gewann die Außenangreiferin mit CV Haro das nationale Double aus Meisterschaft und Pokal. Mit der Nationalmannschaft nahm sie an der Europameisterschaft 2013 teil. Anschließend wurde Rivero vom deutschen Bundesligisten SC Potsdam verpflichtet. 2015 wechselte Rivero nach Italien zu LJ Volley Modena und 2016 in die Türkei zu BBSK Manisa.